# Hélène Jégado

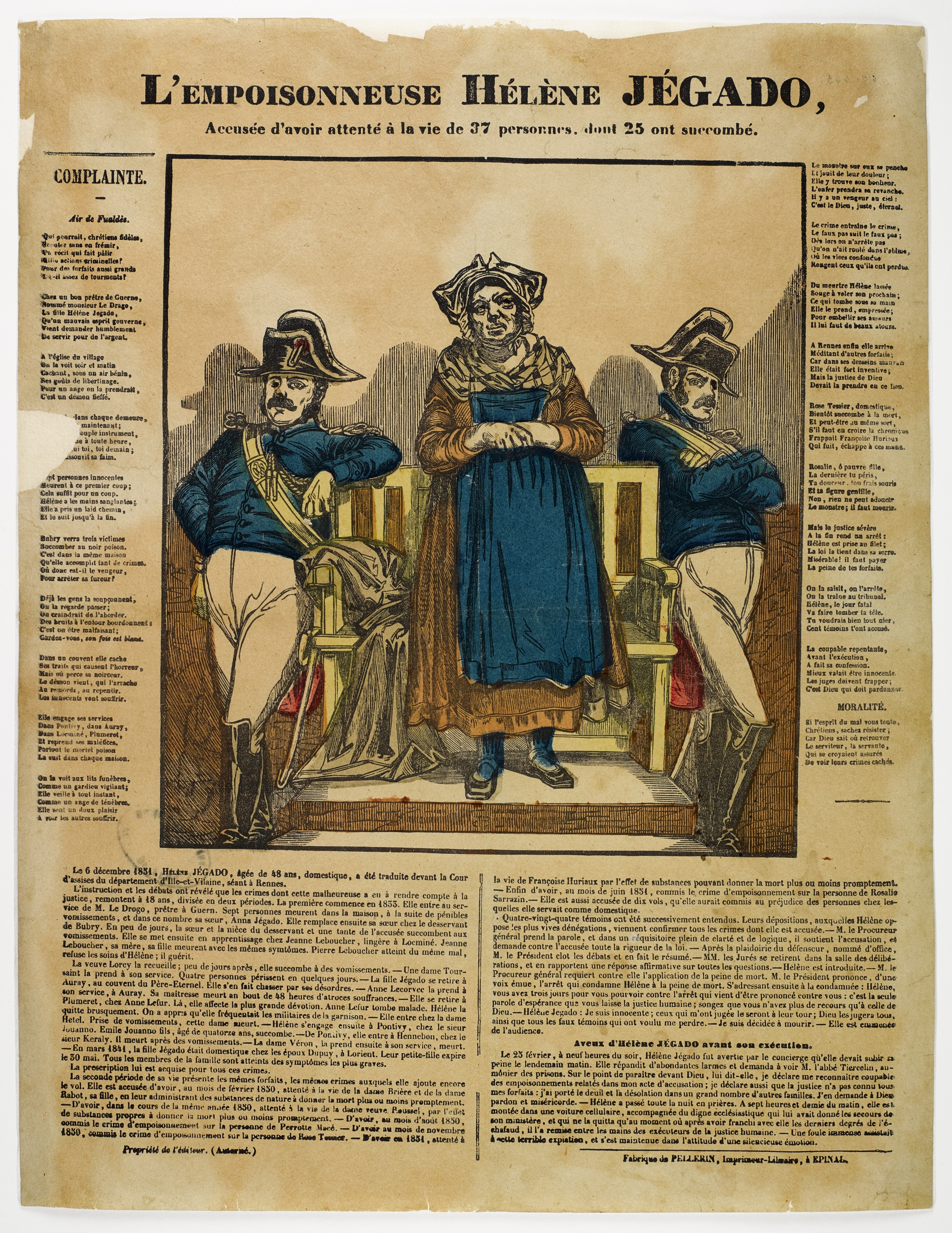
Hélène Jégado tijdens haar proces

Hélène Jégado (1803 – Rennes, 26 februari 1852) was een Franse seriemoordenares, die in de jaren '50 van de 19e eeuw ten minste vijf mensen vermoordde door middel van rattengif.
Hélène werkte als dienstmeid bij verschillende geestelijken, voordat ze in 1850 bij Théophile Bidard ging werken, een leraar aan de Universiteit van Rennes. Een van de andere dienstmeiden van Bidard overleed terwijl ze door Hélène verzorgd werd. Het jaar daarop, in 1851, werd Rosalie Sarrazin ook ziek. In juli van dat jaar overleed ze, na geleden te hebben onder ondraaglijke pijnen. Ze zou het gif gemengd hebben in de soep of in koekjes.
Beide sterfgevallen trokken de aandacht van de politie. Toen drie agenten langskwamen om Hélène te ondervragen, beweerde ze dat ze onschuldig was. Zij deed dit echter al nog voordat de agenten maar één woord gezegd hadden. Ze werd ervan verdacht in totaal 95 personen te hebben vergiftigd waarvan er 60 overleden. Jégado stond terecht in december 1851 in Rennes voor vijf moorden die nog niet verjaard waren. Ze werd schuldig bevonden en werd veroordeeld tot de guillotine. Het vonnis werd voltrokken op 26 februari 1852.

## Naslagwerken
- J.H.H. Gaute and Robin Odell, Beruchte Moordzaken, 1996, Harrap Books, Londen
- Arthur Griffiths, Mysteries of Police and Crime, 1898, Londen
- French Crime in the Romantic Age, 1970, Londen
- Lascelles Wraxall, Criminal Celebrities, 1863, Londen